# Lanny Gordin
Lanny Gordin, all'anagrafe Alexander Gordin (Shanghai, 28 novembre 1951 – San Paolo, 28 novembre 2023), è stato un compositore, musicista e polistrumentista brasiliano.

## Biografia
Nato a Shanghai da padre russo e madre polacca, entrambi ebrei, visse in Israele fino all'età di sei anni, quando si trasferì con la famiglia in Brasile. Suo padre era comproprietario (con Hugo Landwehr) della discoteca Stardust di San Paolo, dove Lanny si esibì per la prima volta insieme a musicisti come Hermeto Pascoal e Heraldo do Monte. Gordin entrò poi nei Brazil Octopus, un gruppo che comprendeva anche il chitarrista tedesco Olmir Stocker.
Nel 1969 Pepeu Gomes andò a vivere con lui per sei mesi. Durante quel periodo suonarono alternandosi a chitarra e basso in un gruppo che comprendeva anche Hermeto Pascoal alle tastiere e Paulinho da Costa alle percussioni. Poiché erano ancora ragazzi, Lanny e Pepeu dovettero nascondersi quando il tribunale dei minorenni venne ad ispezionare Stardust.
I primi lavori importanti di Lanny Gordin furono con esponenti della Jovem Guarda. Una delle sue registrazioni di questo periodo è la canzone Nem Sim, Nem Não, di Eduardo Araújo, nel 1968. Gordin iniziò quindi a suonare con artisti del tropicalismo, registrando gli album Gal Costa (1969), Gal (1969), LeGal (1970) e Fatal - A Todo Vapor (1971) per Gal Costa; Caetano Veloso (noto anche come Album Branco), per Caetano Veloso (1969); Gilberto Gil (1969) e Expresso 2222 (1972), per Gilberto Gil.
Lanny Gordin suonò in questo periodo anche per Erasmo Carlos, Tim Maia, Elis Regina, Tom Zé e Jair Rodrigues.
Dalla fine degli anni '70 sino agli anni '90, Gordin visse praticamente ostracizzato, principalmente a causa della schizofrenia, diagnosticatagli già in precoce età, e dell'uso di droghe.
Poco prima di compiere 50 anni, Gordin iniziò a frequentare il CRUSP (USP Residential Complex) e a suonare con artisti locali in erba. Gradualmente si reinserì nel circuito artistico di San Paolo, ripresentandosi quindi al grande pubblico. Anche durante la lunga assenza, Lanny non aveva smesso di studiare e di suonare, continuando a esercitarsi soprattutto con la chitarra.
Lanny Gordin incise alcuni album da solista. Nel 2007 uscì il cd Duos, contenente brani in cui accompagnò con la sua chitarra Gal Costa, Gilberto Gil, Caetano Veloso, Tom Zé, Zeca Baleiro, Fernanda Takai, Vanessa da Mata, Adriana Calcanhotto, Max de Castro e Rodrigo Amarante. Registrò poi gli album Auto-Hipnose (2010, in collaborazione con Kaoll) e Lanny's Quartet & All Stars (2014), con Luiz Carlini, Frejat, Pepeu Gomes, Sérgio Dias, Edgard Scandurra.
Nel 2012 fu incluso nella lista delle "30 più grandi icone della chitarra brasiliana" dalla rivista Rolling Stone Brasil.
Gordin è morto a San Paolo il 28 novembre 2023, giorno del suo 72º compleanno, per cause non divulgate.